# Orsara di Puglia
Orsara di Puglia è un comune italiano di 2 470 abitanti della provincia di Foggia in Puglia. Denominata Orsara Dauno-Irpina dal 1861 al 1884, ha fatto parte della provincia di Avellino fino al 1927.

## Geografia fisica
Il centro urbano si distende su un declivio del monti della Daunia, a 635 metri s.l.m.. Il territorio comunale è delimitato a est dal fiume Cervaro, che segna il confine con Bovino, a nord dal torrente Sannoro, che la divide da Troia, a ovest dai monti che vanno verso Celle di San Vito, a sud dai monti che vanno verso Greci e Montaguto.

## Origini del nome
Il toponimo potrebbe derivare dalla presenza di orsi oppure dalla dimora, in età longobardo-bizantina, di un personaggio di nome Ursus.

## Storia
Le origini di Orsara risalgono all'antichità, come si desume da alcuni ritrovamenti archeologici che attestano i contatti con gli Osci e gli Irpini. In età romana fu interessata dalle operazioni belliche della seconda guerra punica mentre lungo il corso del torrente Sannoro vi passava la via Traiana, variante alla più antica via Appia.
Nell'VIII secolo vi si stabilì una comunità di monaci basiliani, dedita al culto per l'arcangelo Michele, che veniva venerato nella grotta che oggi prende il suo nome. Nel medioevo l'abitato di Castrum Ursariae era dotato di mura, che la proteggevano dalle incursioni straniere. Presso il torrente Sannoro vi era, in epoca normanna, la corte di Ripalonga, feudo della grancontea di Ariano a presidio della via Francigena.
Nel XIII secolo, dal 1228 al 1294, vi si insediarono i cavalieri dell'ordine di Calatrava, provenienti dalla Spagna.
In epoca post-unitaria il comune (denominato all'epoca Orsara Dauno-Irpina) fu capoluogo di mandamento (con giurisdizione su altri tre comuni) nell'ambito del circondario di Ariano di Puglia

### Simboli
Lo stemma del comune di Orsara di Puglia è stato concesso con decreto del presidente della Repubblica dell'8 marzo 2006.
Il gonfalone è un drappo di verde.

## Monumenti e luoghi d'interesse
- Chiesa parrocchiale di San Nicola, risalente al XVI secolo: conserva una statua lignea della Madonna della Neve, realizzata nel 1624 dallo scultore napoletano Aniello Stellato.
- Chiesa di Santa Maria della Neve, edificata nel XVII secolo su un edificio più antico
- Abbazia di Sant'Angelo de Ursaria ex monastero dei Santi Nicandro e Marciano con la cappella dell'Annunziata, edificata fra VIII e XI secolo in stile bizantino dal 1906 monumento nazionale[8] e la grotta di San Michele Arcangelo, meta di pellegrinaggio dell'VIII secolo[9]
- Convento di San Domenico, dell'XI secolo
- Fontana dell'Angelo
- Fontana Nuova, (XVI secolo)
- Palazzo Baronale, del XIII secolo, con un torrione dalle monofore centinate. Ospitò i cavalieri di Calatrava e successivamente la famiglia Guevara, signori di Orsara.
- Torre Guevara, costruita nella seconda metà del XVII secolo dal duca Guevara di Bovino, nel primo Settecento fu residenza di caccia di Carlo III di Borbone

## Società

### Evoluzione demografica
Abitanti censiti

### Lingue e dialetti
Il dialetto orsarese rientra nel gruppo dauno-irpino, presentando caratteri di transizione verso i dialetti irpini parlati nell'estremo entroterra della Campania.

### Religione
Accanto ad una parrocchia cristiana cattolica, ospitata presso la chiesa di San Nicola, a Orsara è presente una chiesa valdese. La presenza del valdismo a Orsara risale al 1900, importato da alcuni emigranti di ritorno dagli Stati Uniti; la chiesa fu inaugurata nel 1934.

## Cultura
Il comune di Orsara di Puglia si fregia della bandiera arancione rilasciata dal Touring Club Italiano.

### Musei
Il Museo Diocesano è ospitato al primo piano di Palazzo Varo.

### Cinema
A Orsara di Puglia è stato in parte girato Effetto paradosso, film del 2012 di Carlo Fenizi, con Julieta Marocco e Cloris Brosca.

### Eventi
- 8 maggio - anniversario dell'apparizione di san Michele Arcangelo;
- Penultima domenica di giugno - festa del vino;
- Ultima settimana di luglio/Prima di agosto - Festival e Seminari Jazz di Alta Specializzazione "Orsara Jazz Festival & Orsara Jazz Summer Camp" che si svolge dal 1990;
- 5 agosto - festa della Madonna della Neve;
- 29 settembre - festa di san Michele Arcangelo;
- 1º novembre - fuocacoste e cocce priatorje. Secondo la tradizione la sera di Ognissanti le anime del Purgatorio tornano sulla terra, perciò gli orsaresi ornano le strade del paese con le zucche, che simboleggiano le anime (cocce priatorje), e accendono falò di rami secchi di ginestre (fuocacoste), per consolarle. Il dolce tipico, comune a molti paesi del meridione (grano cotto mescolato a chicchi di melograno e noci tritate e condito con vincotto) ha di originale il nome muscetaglje', forse dal francese mouche taille.

## Economia
L'economia si basa essenzialmente sull'agricoltura, con colture di grano, fave, granoturco e girasoli; sono presenti allevamenti avicoli, ovini e caprini. Negli ultimi anni ha avuto un forte impulso il turismo eno-gastronomico, suggellato dal riconoscimento di città slow food nel 2007.

## Infrastrutture e trasporti

### Strade
Il territorio comunale è interessato dalla strada statale 90 delle Puglie che da Foggia conduce verso Ariano Irpino.

### Ferrovie
La stazione di Orsara di Puglia, situata nella valle del Cervaro al confine con il comune di Montaguto, è posta lungo la tratta ferroviaria che collega Foggia con Benevento. Dal 2010 la stazione non è servita da collegamenti ferroviari.

## Amministrazione
Di seguito è presentata una tabella relativa alle amministrazioni che si sono succedute in questo comune.
| Periodo         | Periodo         | Primo cittadino                 | Partito                                                        | Carica      | Note   |
| --------------- | --------------- | ------------------------------- | -------------------------------------------------------------- | ----------- | ------ |
| 7 giugno 1985   | 18 giugno 1990  | Salvatore Leonardo Monaco       | Partito Comunista Italiano                                     | Sindaco     | [ 13 ] |
| 18 giugno 1990  | 15 marzo 1993   | Salvatore Leonardo Monaco       | Partito Comunista Italiano, Partito Democratico della Sinistra | Sindaco     | [ 13 ] |
| 13 aprile 1993  | 24 aprile 1995  | Anna Del Priore                 | Partito Democratico della Sinistra                             | Sindaco     | [ 13 ] |
| 24 aprile 1995  | 30 gennaio 1998 | Pietrantonio Fatibene           | lista civica                                                   | Sindaco     | [ 13 ] |
| 30 gennaio 1998 | 6 marzo 1998    | Pasquale Santamaria             |                                                                | Comm. pref. | [ 13 ] |
| 25 maggio 1998  | 28 maggio 2002  | Pietrantonio Fatibene           | lista civica                                                   | Sindaco     | [ 13 ] |
| 11 giugno 2002  | 29 maggio 2007  | Mario Gerardo Simonelli         | centro-sinistra                                                | Sindaco     | [ 13 ] |
| 29 maggio 2007  | 7 maggio 2012   | Mario Gerardo Simonelli         | centro-sinistra                                                | Sindaco     | [ 13 ] |
| 7 maggio 2012   | 12 giugno 2022  | Tommaso Lecce                   |                                                                | Sindaco     | [ 13 ] |
| 13 giugno 2022  | in carica       | Mario Gerardo Carmine Simonelli | lista civica Insieme per rinascere                             | Sindaco     | [ 13 ] |

### Gemellaggi
- San Mauro Torinese
- Unkel